# Buchlyvie
Buchlyvie är en ort i Storbritannien.   Den ligger i kommunen Stirling och riksdelen Skottland, i den nordvästra delen av landet, 600 km nordväst om huvudstaden London. Buchlyvie ligger 43 meter över havet och antalet invånare är 448.
Terrängen runt Buchlyvie är varierad.Runt Buchlyvie är det glesbefolkat, med 16 invånare per kvadratkilometer. Närmaste större samhälle är Milngavie, 19,5 km söder om Buchlyvie. Trakten runt Buchlyvie består i huvudsak av gräsmarker.